# Ленвуд (Калифорнија)
Ленвуд (енгл. Lenwood) насељено је место без административног статуса у америчкој савезној држави Калифорнија.

## Демографија
По попису из 2010. године број становника је 3.543, што је 321 (10,0%) становника више него 2000. године.
| Група             | 2000.         | 2010.         |
| Белци             | 1.688 (52,4%) | 1.473 (41,6%) |
| Афроамериканци    | 173 (5,4%)    | 219 (6,2%)    |
| Азијати           | 27 (0,8%)     | 37 (1,0%)     |
| Хиспаноамериканци | 1.201 (37,3%) | 1.675 (47,3%) |
| Укупно            | 3.222         | 3.543         |